# Eressa naclioides
Eressa naclioides är en fjärilsart som beskrevs av Felder 1861. Eressa naclioides ingår i släktet Eressa och familjen björnspinnare. Inga underarter finns listade i Catalogue of Life.